# Cala Millor
Cala Millor is een badplaats op de Spaanse Balearen op het eiland Mallorca. Met 6537 inwoners is het de grootste toeristische bestemming aan de oostkust van het eiland. 
De eerste toeristische accommodatie, het Eureka Hotel werd gebouwd in 1933. In 1958 volgde Hotel Sabina en hierna kwamen er nog velen bij. Op dit moment heeft Calla Millor 61 hotels en ongeveer 65 zelfstandige appartementen. Cala Millor moet het veelal hebben van Duitse en Britse en in wat mindere mate Nederlandse toeristen. 

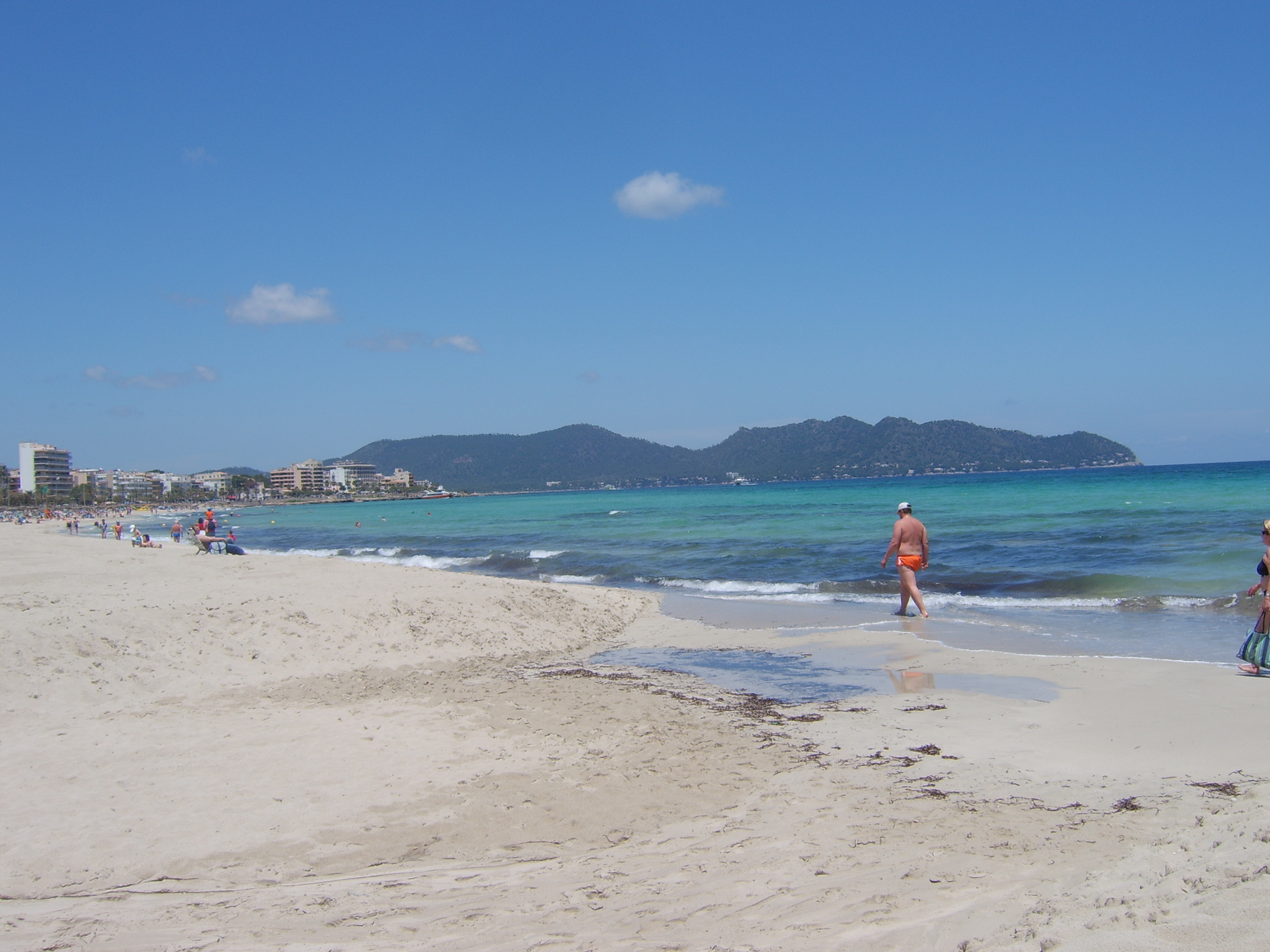
Het zandstrand van Cala Millor

Het strand van Cala Millor is 1,8 kilometer lang.